# ウェリントン公爵騎馬像 (ハイド・パーク・コーナー)
ハイド・パーク・コーナーの北側に建つウェリントン公爵騎馬像（ウェリントンこうしゃくきばぞう、Equestrian statue of the Duke of Wellington）は、初代ウェリントン公爵アーサー・ウェルズリーを記念する像の一つである。ジョセフ・エドガー・ベーム (Joseph Edgar Boehm) による銅像で、1888年に除幕された。

## 外観
像はハイド・パーク・コーナーの北側、ウェルズリーのロンドンの邸宅であるアプスリー・ハウスに面して建つ。戦闘中の姿を示したもので、ウェルズリーは左手には手綱を握り、右手に望遠鏡を持って愛馬コペンハーゲンにまたがっている。
像が据え付けられている台座は、一方の側には「WELLINGTON」の文字が、もう一方には「1769–1852」の文字が刻まれている。台座にはアバディーンシャーのボダム郊外にあるスターリングヒル採石場から切り出された石が、基部にはアバディーンのルビスロー採石場から切り出された石がそれぞれ用いられている。
台座の四隅には英兵を表わす像が配され、それぞれグレナディアガーズ、スコットランド・ハイランダー兵、アイルランド竜騎兵、ウェールズ・フュージリア連隊の兵を表わしている。これらはウェルズリーの指揮下で戦った部隊である。

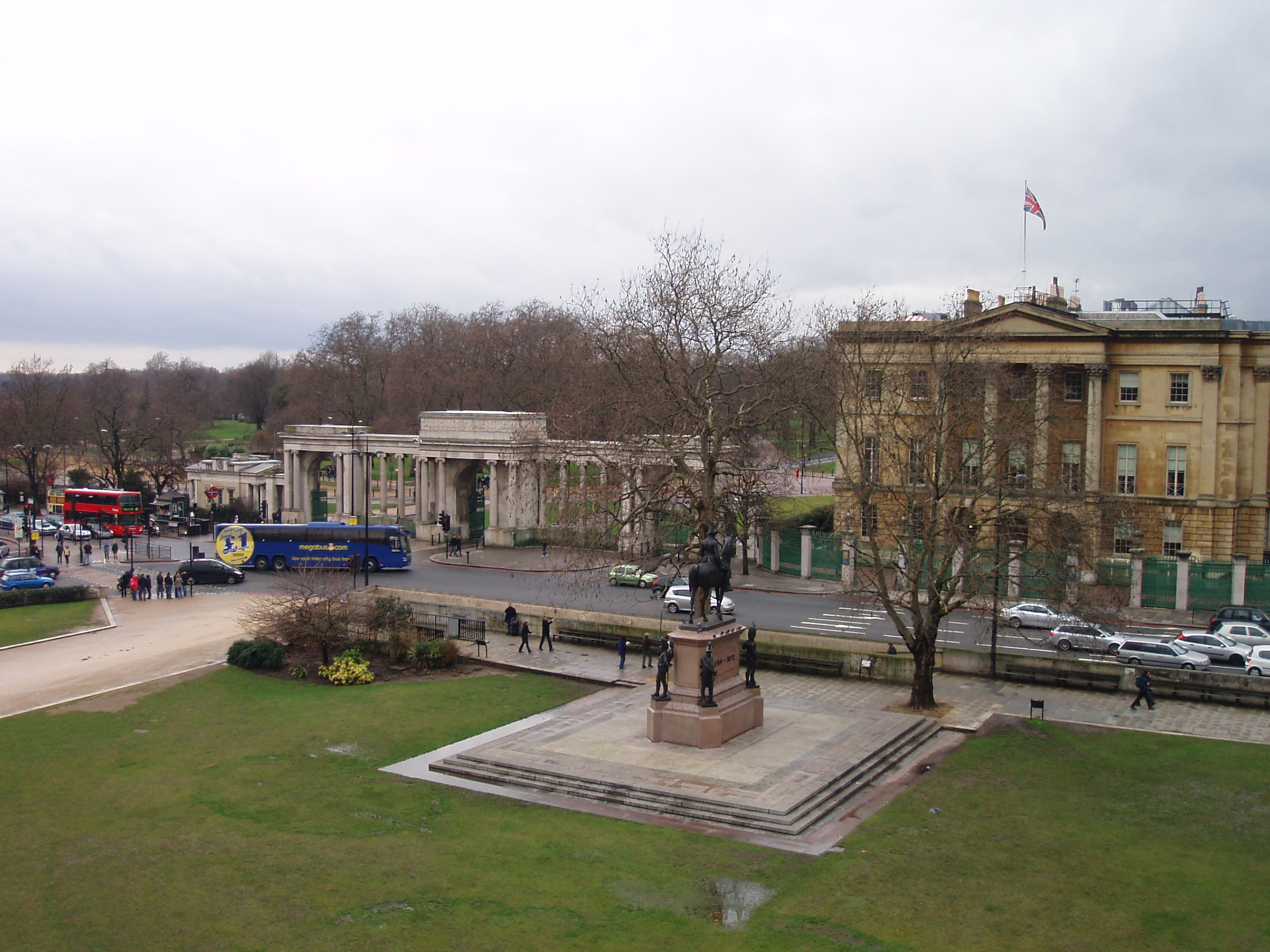
アプスリー・ハウス（右奥）に面して建つ像
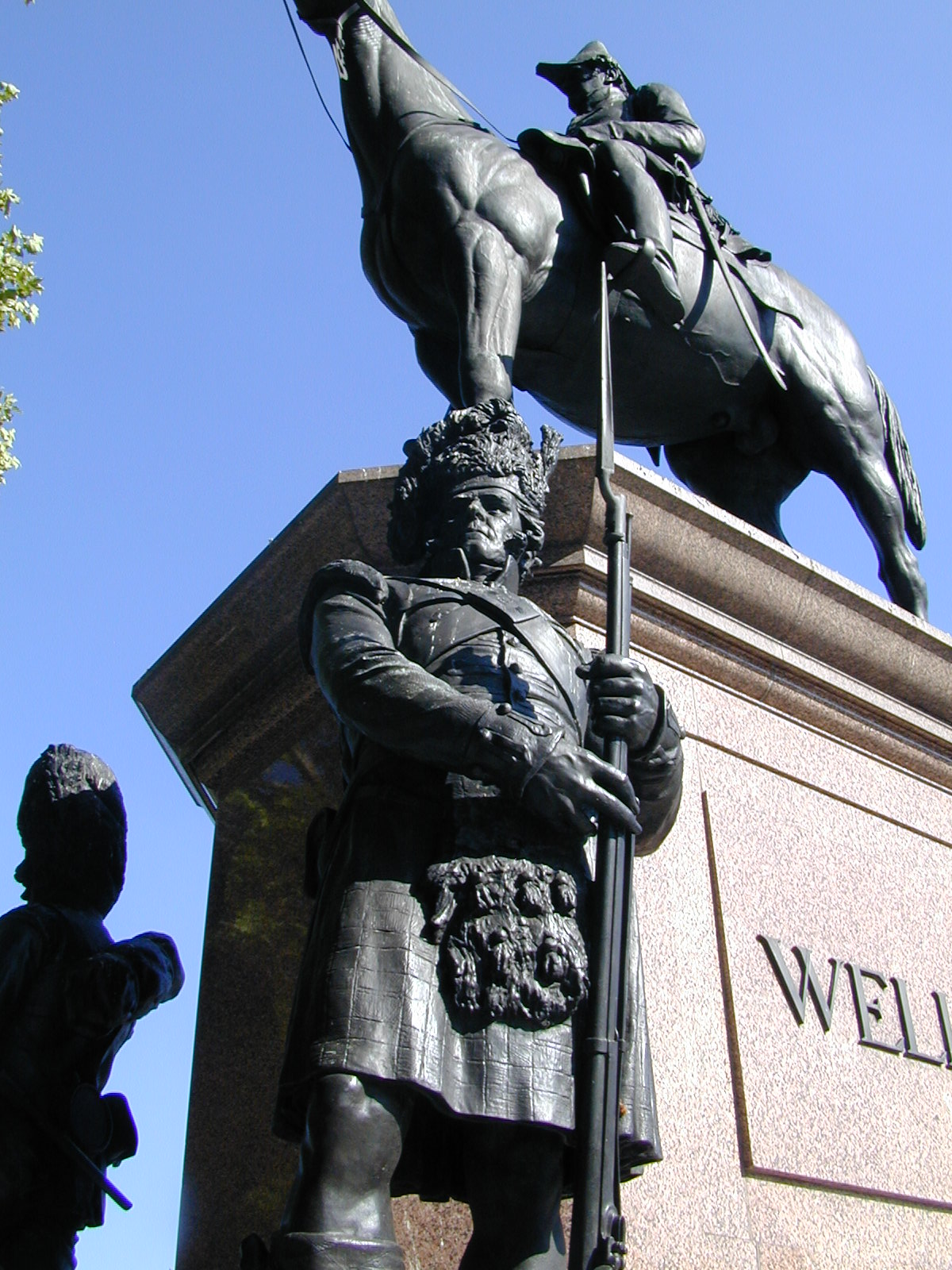
台座の四囲を守る兵
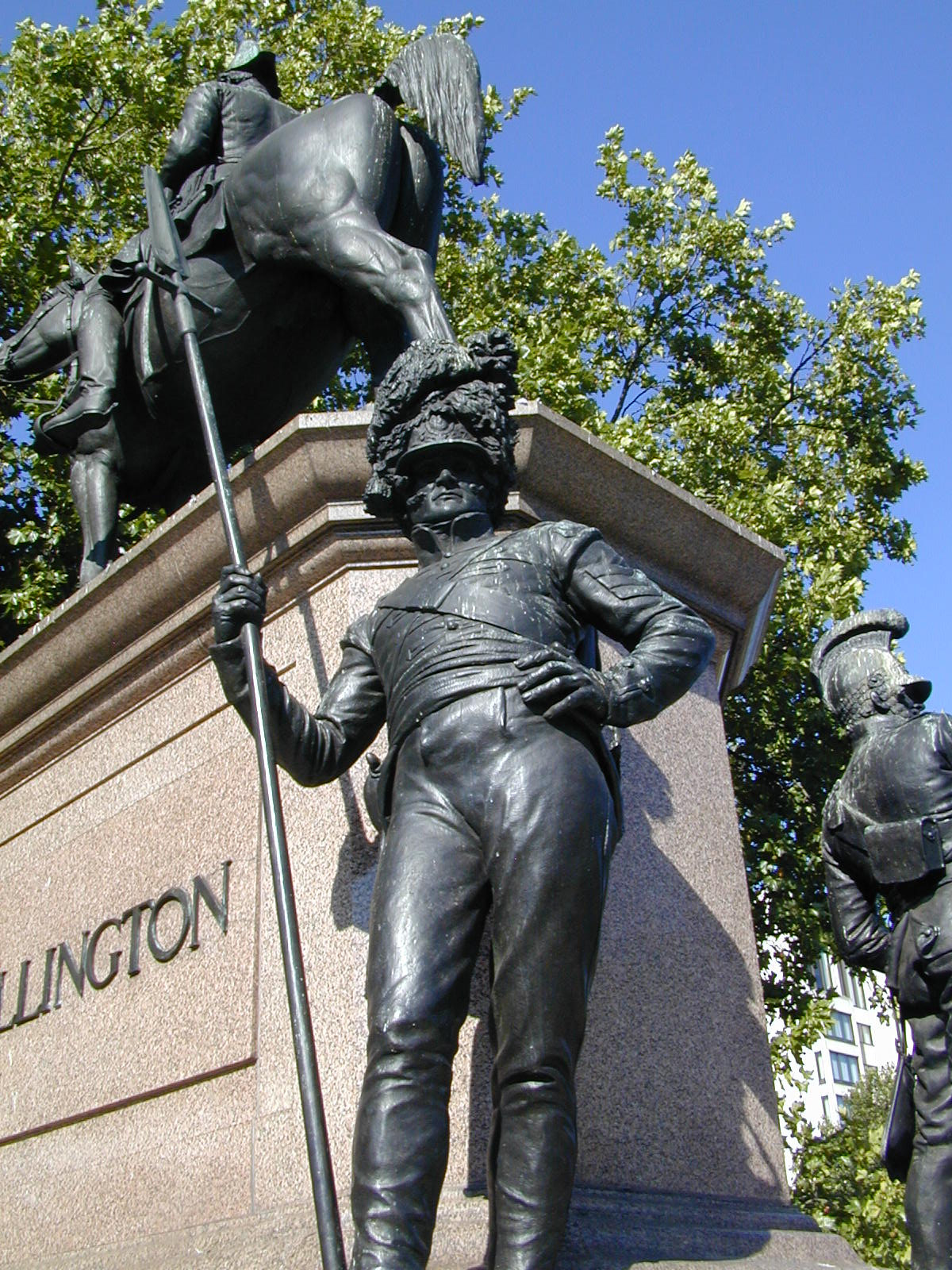
台座の四囲を守る兵

## 歴史
像が建つハイド・パーク・コーナーはデューク・オブ・ウェリントン・プレイス (Duke of Wellington Place) の名もあり、ウェルズリーを記念する建造物が集まる地域である。像のすぐそばにはウェリントン・アーチがあるほか、隣接するハイド・パーク内にはウェリントン・モニュメントがある。
ハイド・パーク・コーナーには以前、マシュー・コーツ・ワイアット作のウェリントン公爵騎馬像が設置されていた。像が設置されていたのはウェリントン・アーチの上で、アーチと比べて像が大きすぎるとみなされたことから、1882年から1883年にかけて像は除去され、ハンプシャーのオールダーショットに移された。ベーム作の像はワイアットの像が除去された後、1888年に代わりに設置されたものである。